# Pastorie van de Corneliuskerk (Beuningen)
De rooms-katholieke Pastorie van de Corneliuskerk is een rijksmonument in Beuningen in de Nederlandse provincie Gelderland. Het gebouw dat in neoclassicistische stijl is opgetrokken dateert uit 1839 en is in 1885 uitgebreid. Het heeft nog steeds haar oorspronkelijke functie.

## Geschiedenis
Als gevolg van de Reformatie raakten de Beuningse katholieken in 1637 hun kerk met pastorie kwijt aan de Hervormden en werden gedwongen 'ondergronds te gaan'. Pas in 1795 kwam er opnieuw een r.-k. pastoor naar het dorp en werd de parochie heropgericht. Kerkdiensten werden eerst gehouden in het huis De Roskam, dat tijdelijk dienst deed als pastorie. In 1799 moesten de katholieke dorpelingen het gehavende kerkgebouw, dat nog maar bestond uit het koor en de toren, met kerkhof en pastorie terugkopen van de Hervormden. Tussen 1801-1803 bouwden de parochianen op eigen kosten een nieuw middenschip. Vanaf dat moment werd de kerk gewijd aan H. Cornelius.
In 1839 werd de huidige pastorie gebouwd. Het gebouw is een statig blokvormig huis in neoclassicistische stijl met twee bouwlagen onder een rondom lopend schilddak. Vooral de grote diepte valt op ten opzichte van de breedte van de voorgevel. Het gebouw lijkt veel op de pastorie in het buurdorp Ewijk, die echter van latere datum is. In 1838 werd de bouw door de regering gesubsidieerd met een bedrag van f 3200,-. In 1885 werd het gebouw uitgebreid onder leiding van architect Appel uit Den Bosch. De zogenaamde ‘deel’ aan de achterkant werd vervangen door een tuinkamer en keuken met verdieping die hoger was dan de oorspronkelijk bouw. De rest van het huis werd daarom ook met ca. 75 cm verhoogd. Ook is toen in de tuin een koetshuis met bergplaats gebouwd.
Het huis is aan de linkervoorzijde onderkelderd.  Het meest in het oog springend zijn de monumentale symmetrische ingangspartij met vlakke houten pilasters met lijstkapitelen, een hardstenen trap met drie treden en de grote zesruits schuiframen in de gevels rondom. 

## Architectuurwaarde
De pastorie is een vrij gaaf voorbeeld van een vroeg negentiende-eeuwse pastorie in een klassieke empirestijl. De uitbreiding uit 1885 sluit goed aan bij het oudste gedeelte. De pastorie ligt aan de Dorpssingel en op een markant punt aan de doorgaande Van Heemstraweg. Het stedenbouwkundig belang is dat kerk, kerkhof en pastorie deel uitmaken van de oude historische structuur van de dorpskern die hier nog vrij gaaf bewaard is gebleven. Het perceel waar de pastorie op staat is archeologisch waarschijnlijk waardevol doordat dit deel van het dorp al sinds vroege tijden bewoond werd.

## Koetshuis
In 1885 is links achter de pastorie een koetshuis gebouwd. Dit heeft ook de status van rijksmonument. Het heeft gepleisterde gevels en een zadeldak met gesmoorde oud-Hollandse pannen. In 2011 is het herbouwd en met een halletje aan de hoofdbouw verbonden. Het heeft de functie gekregen van conferentieruimte.

## Tuin
De pastorie is geheel omtuind. Op de noordoostelijke hoek staat het tufstenen Heilig Hartbeeld uit 1920, dat ook de rijksmonumentenstatus heeft.
Aan de zuidkant wordt de tuin aan van de Dorpsstraat gescheiden door een bakstenen tuinmuur met gemetselde posten. De tuin aan de noord- en oostzijde wordt omgeven door een gietijzeren tuinhek met toegangspoort van waaruit een grindpad naar de ingangspartij leidt. Beide objecten zijn aangemerkt als rijksmonument.

## Galerij

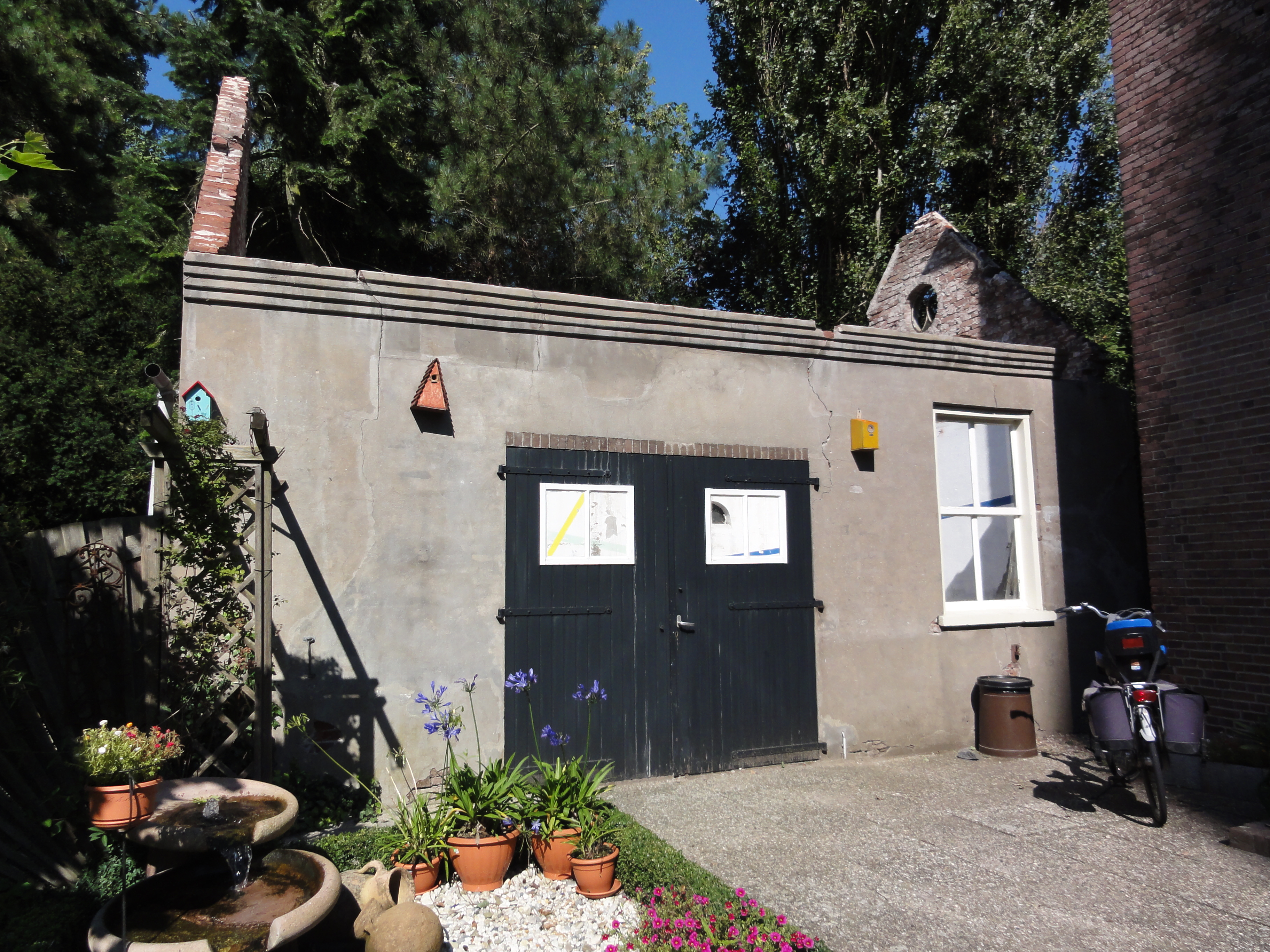
Koetshuis, voor restauratie (2010)
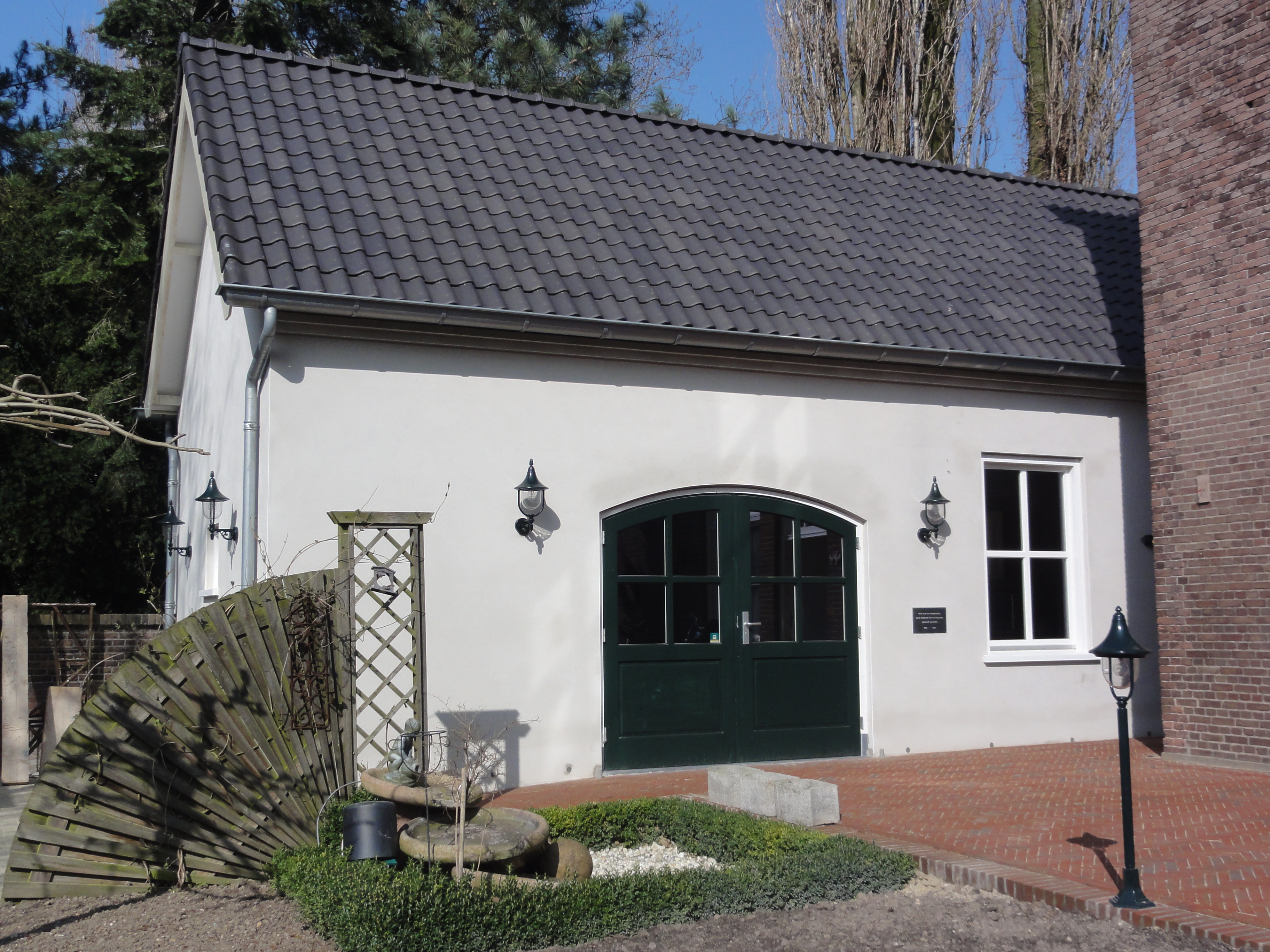
Koetshuis, na restaurie (2011)
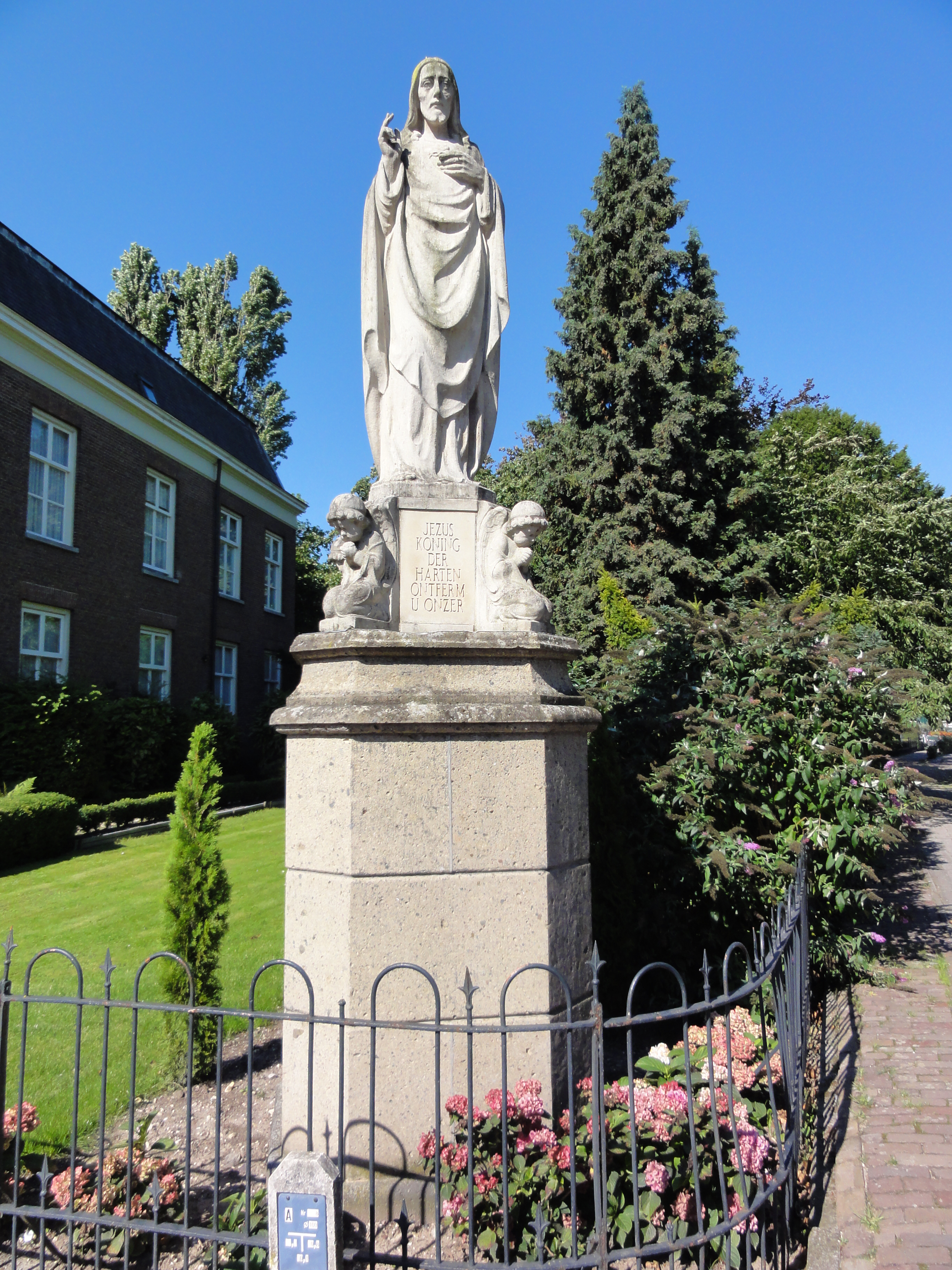
H. Hartbeeld en gietijzeren hekwerk (2010)
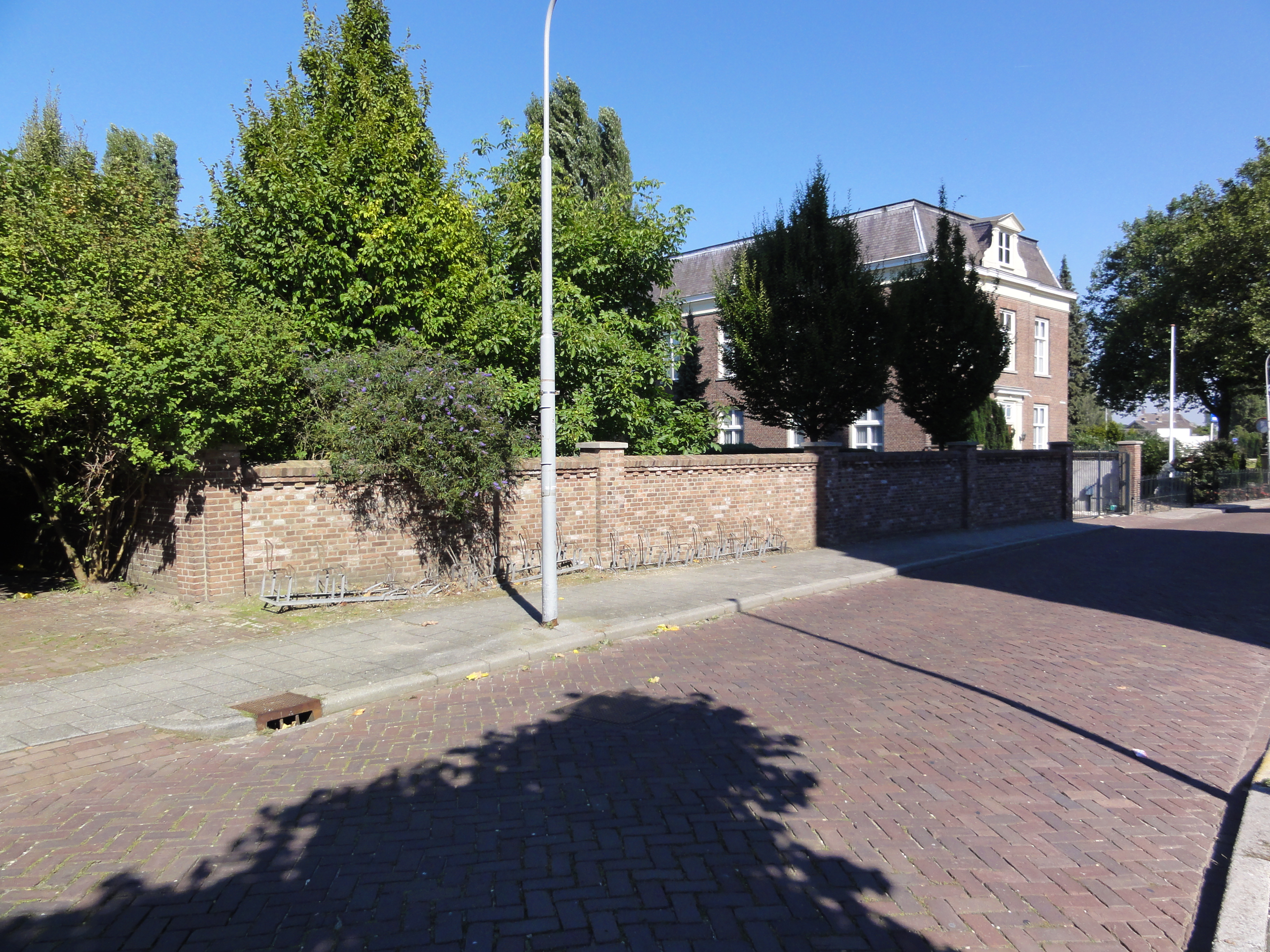
Pastorie met tuinmuur van het zuidoosten te zien (2010)